# Iu (chirilic)
Iu (Ю, ю) este o literă a alfabetului chirilic, reprezentând ori combinația /ju/ (o așa-numită vocală iotificată) ori /u/ de după o consoană palatalizată.
În afara formei sale actuale, I-O, în limba slavonă veche litera mai apare și sub forma oglindită, O-I. Probabil aceasta este forma sa originală, deoarece se aseamană cu varianta sa grecească omicron-iota (οι), dat fiind că în acea vreme, alfabetul grec a fost adaptat pentru limba slavonă (dând naștere alfabetului chirilic).
Probabil din cauza celorlalte litere iotificate, Ѥ, ІА, Ѩ și Ѭ, și această ligatură (OI) s-a adaptat mai apoi la forma sa actuală, ю.